# زدی دزیمیتی
زدی دزیمیتی (گرجی: ზედა ძიმითი) یک روستا در شهرداری ازورگتی ناحیه گوریا در غرب گرجستان است.